# Listes des Sénateurs de la Province de Bas-Uélé
Voici un historique des sénateurs pour la Province de Bas-uélé.
La Province de BAS-Bas-uélé compte quatre sénateurs au total, dont trois garçons, et une femme .
Les sénateurs de Bas-uélé sont élus au second degré par l'Assemblée provinciale de Bas-Uele.

## Mandature 2019-2024
L'élection des sénateurs a lieu le 15 mars 2019, la validation des mandats se déroule le 5 avril 2019 au siège de Sénat. 
| Prénom Nom Post-Nom          | Sexe | Parti       | Notes          |
| ---------------------------- | ---- | ----------- | -------------- |
| Ngbonda Dauly Nestor         | M    | Indépendant | élu par 6 voix |
| Agito Amela Carole           | F    | Indépendant | élu par 6 voix |
| Makangu Kabongo Erick        | M    | Indépendant | élu par 5 voix |
| Bule-Gbangolo Basabe Mohamed | M    | MLC         | élu par 2 voix |